# La Siempreviva (förening)
La Siempreviva var en mexikansk kvinnoorganisation, grundad 1870.  Det var den första feministiska kvinnoorganisationen i Mexiko, och starten på den organiserade mexikanska kvinnorörelsen. 
Föreningen grundades 1870 i Yucatan av läraren Rita Cetina Gutiérrez. Syftet var att verka för kvinnors tillgång till högre utbildning och ett sekulärt utbildningssystem. Vid denna tid tillhörde närmast alla skolor öppna för flickor katolska kyrkan. 
Föreningen grundade en privat skola för flickor som blev den första skolan i Mexiko som erbjöd sekundärutbildning för kvinnor och som senare skulle bli Instituto Literario de Ninas. 
Föreningen utgav en tidning med samma namn, La Siempreviva. 